# Tapis de Hamedan
 (juillet 2016).
Le tapis d'Hamedan est un type de tapis persan. La plupart des tapis connus sous ce nom proviennent en fait des quelque 500 villages disséminés dans un rayon de 100 km autour de la ville.

## Description
Une des caractéristiques des tapis de Hamedan est que presque tous s'achèvent par une frange d'un côté alors que l'extrémité opposée n'a qu'une frange étroite. 
Le champ est habituellement décoré du motif hérati se détachant sur fond rouge. Il y a souvent au centre un médaillon soit à décor floral soit géométrique sur fond couleur ivoire. Les quatre écoinçons reprennent le décor du médaillon. La bordure est classique, à trois bandes : les bandes secondaires sont décorées de rosaces et d'arabesques, la bande centrale reprend les motifs du champ.